# Martin Vollenwyder
Martin Vollenwyder (* 4. Oktober 1953 in Zürich; heimatberechtigt in Zürich und Lohnstorf) ist ein Schweizer Politiker (FDP.Die Liberalen). Er amtierte von 2002 bis 2013 als Vorsteher des Finanzdepartements im Stadtrat der Stadt Zürich.

## Ausbildung und Beruf
Vollenwyder wuchs im Zürcher Quartier Enge auf. Er besuchte die Primar- und Sekundarschule in Zürich. Nach der Wirtschaftsmaturität 1974 studierte er bis 1981 Rechtswissenschaft an der Universität Zürich und schloss sein Studium mit dem juristischen Lizenziat (lic. iur.) ab.
Nach einem Auslandsaufenthalt in Paris war er von 1982 bis 2002 in verschiedenen Bereichen für die Grossbank Credit Suisse (vormals Schweizerische Kreditanstalt SKA) tätig, unter anderem war er Sekretär bei Robert A. Jeker. Zuletzt war Vollenwyder Direktor und verantwortlicher Ressortchef KMU und Verbände.

## Politik
Seine politische Karriere begann Vollenwyder 1985 als Mitglied im Gemeinderat der Stadt Zürich, ab 1988 war er Mitglied der Rechnungsprüfungskommission. Dem Gemeinderat gehörte er bis 1996 an. Von 1990 bis 1994 leitete er die FDP-Fraktion im Gemeinderat. Von 1998 bis 2002 war Vollenwyder für die FDP im Kantonsrat des Kantons Zürich. Bei der FDP war er sowohl Präsident in der Stadt Zürich (1994 bis 1996) als auch im Kanton Zürich (1996 bis 2000). 
2002 trat er in den Stadtratswahlen als Herausforderer von Elmar Ledergerber (SP) für das Amt des Stadtpräsidenten an, unterlag, wurde aber als Stadtrat gewählt. Er amtierte von 2002 bis 2013 als Vorsteher des Finanzdepartements im Stadtrat der Stadt Zürich, ein Jahr vor den Gesamterneuerungswahlen 2014 trat er zurück. Richard Wolff (Alternative Liste) wurde daraufhin in den Stadtrat gewählt.

## Mandate (Auswahl)
Vollenwyder ist Mitglied im Verwaltungsrat der Sparhafen Bank, bei der Gebäudeversicherung Kanton Zürich, bei der MCH Group und Mitglied im Stiftungsrat der Alfred Escher-Stiftung.
Am 1. Oktober 2013 übernahm er das Präsidium der Zürcher Volkshochschule und der Eleonoren-Stiftung, Trägerin des Kinderspital Zürich, im Januar 2014 das Präsidium der Tonhalle-Gesellschaft Zürich, dem Trägerverein des Tonhalle-Orchester Zürich. Im Dezember 2024 wurde bekannt, dass Hedy Graber an der Generalversammlung der Tonhalle-Gesellschaft Zürich AG vom 29. Januar 2025 um seine Nachfolge kandidiert.

## Privates
Vollenwyder ist seit 2013 in zweiter Ehe verheiratet und hat drei erwachsene Töchter aus erster Ehe. Sein Vater Erich Vollenwyder war 42 Jahre lang Organist in der Kirche Enge.